# Sovrainfezione
Una sovrainfezione è una seconda infezione occorrente in uno stato infettivo preesistente, causata da un agente patogeno diverso dal primo, e solitamente resistente alle terapie in atto contro l'infezione primaria.

## Batteriologia
Nella batteriologia un esempio è dato dal C. difficile che occorre solitamente dopo un trattamento antibiotico ad ampio spettro, e la polmonite o sepsi data dalla Pseudomonas aeruginosa in pazienti immunocompromessi.

## Virologia
In virologia, per sovrainfezione si intende un processo di infezione di una cellula colpita da un agente patogeno quale un virus e successivamente colpita da altro virus come coinfezione, con virus meno virulento del primo, o altro virus. Le sovrainfezioni virali possono essere farmacoresistenti agli antivirali o ad altri farmaci, già in uso nel combattere l'infezione primaria. È solito che l'infezione secondaria sia meno suscettibile di risposta dal sistema immunitario.

## Parassitologia
In parassitologia, la sovrainfezione è intesa come reinfezione dalla stessa specie di parassita. Ad esempio, una persona affetta da Fasciola hepatica successivamente infettata da Fasciola gigantica.